# Marl (Dümmer)
Marl is een gemeente in de Duitse deelstaat Nedersaksen. De gemeente maakt deel uit van de Samtgemeinde Altes Amt Lemförde in het Landkreis Diepholz. Marl telt 702 inwoners.
- Gemeinsame Normdatei: 1059705575
- MusicBrainz: 3aa8217a-2c80-465c-94ed-01690a3bf78c
- Virtual International Authority File: 311192585
- WorldCat: E39PBJmdqpxgVmRmGmHmGRBF8C